# Hydrangea serrata
Hydrangea serrata es una especie de planta con flores de la familia Hydrangeaceae, nativa de las regiones montañosas de Corea y Japón. Los nombres comunes incluyen hortensia de montaña y té del cielo. Alcanza hasta 120 cm de alto, es un arbusto caducifolio de cuero ancho, con hojas ovaladas y panículas de flores azules y rosadas en verano y otoño. Se cultiva ampliamente como un atractivo arbusto ornamental en todo el mundo en áreas con clima y suelo adecuados.

## Taxonomía
Existen considerables dificultades en la nomenclatura de H. serrata y las hortensias estrechamente asociadas. Aquí se trata como una especie individual, de acuerdo con Van Gelderen. Sin embargo, muchos botánicos lo consideran nada más que una subespecie de H. macrophylla.

## Características
Hydrangea serrata es similar a H. macrophylla excepto que es un arbusto más pequeño y compacto con flores y hojas más pequeñas; también es más resistente. De hábito redondeado, presenta hojas de color verde oscuro, dentadas y ovadas hasta 15 cm (6 plg) de largo, y racimos de flores de color azul o rosa con forma de encaje que florecen durante mucho tiempo a mediados o fines del verano. En cada racimo aparecen tanto florecillas estériles vistosas como florecillas fértiles menos vistosas. Las flores tienen partes masculinas y femeninas, y son polinizadas por insectos.

## Cultivo

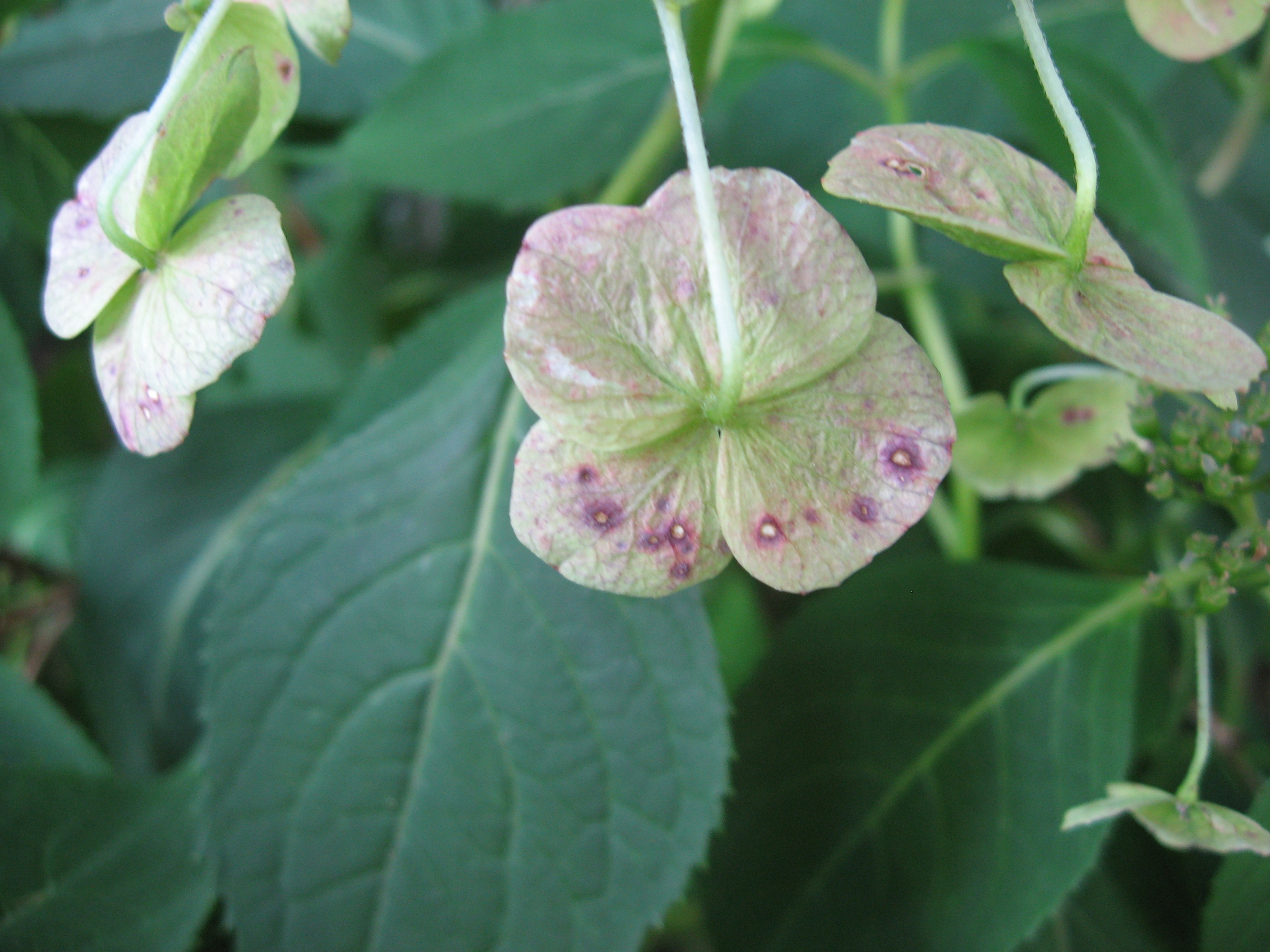
Un primer plano de varias flores.

Hydrangea serrata crece mejor en suelos ricos, con humedad media, bien drenados y en sombra parcial. Tolera pleno sol sólo si se cultiva con suelos constantemente húmedos. El pH del suelo afecta el color de la flor de la misma manera que lo hace con H. macrophylla, es decir, azulado en suelos muy ácidos y lila a rosado en suelos ligeramente ácidos a alcalinos. Se puede lograr un cambio de color limitado con variedades rosadas y azules en suelos neutros mediante el uso cuidadoso de aditivos para el suelo. Las flores aparecen en madera vieja y se necesita poca poda. Se puede podar después de la floración, cortando los tallos florales hasta dejar un par de yemas sanas. Los tallos débiles o dañados por el invierno se pueden podar a principios de la primavera.
Las semillas se pueden sembrar en la superficie de un invernadero en primavera. Cuando sean lo suficientemente grandes, las plántulas se pueden trasplantar en macetas individuales. Los esquejes de madera blanda se pueden enraizar durante el verano, al igual que los esquejes de madera dura durante el otoño y el invierno. La formación de montículos se puede realizar en primavera.
Existe cierta susceptibilidad al hongo de la miel, al tizón de los brotes, al marchitamiento bacteriano, a las manchas foliares y al oídio. Los pulgones son plagas ocasionales durante la temporada de verano.

### Cultivares

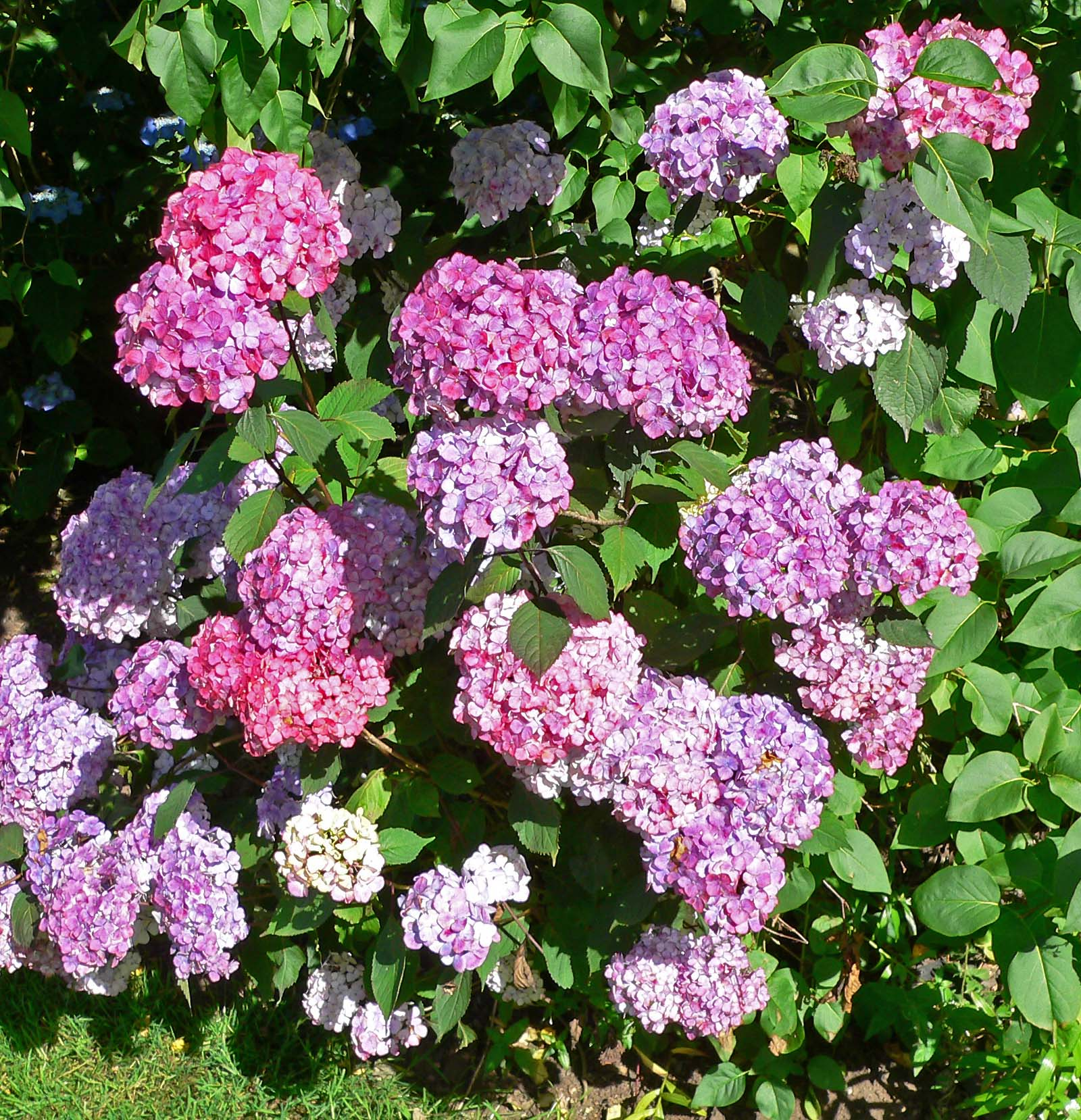
H. serrata 'Preziosa'

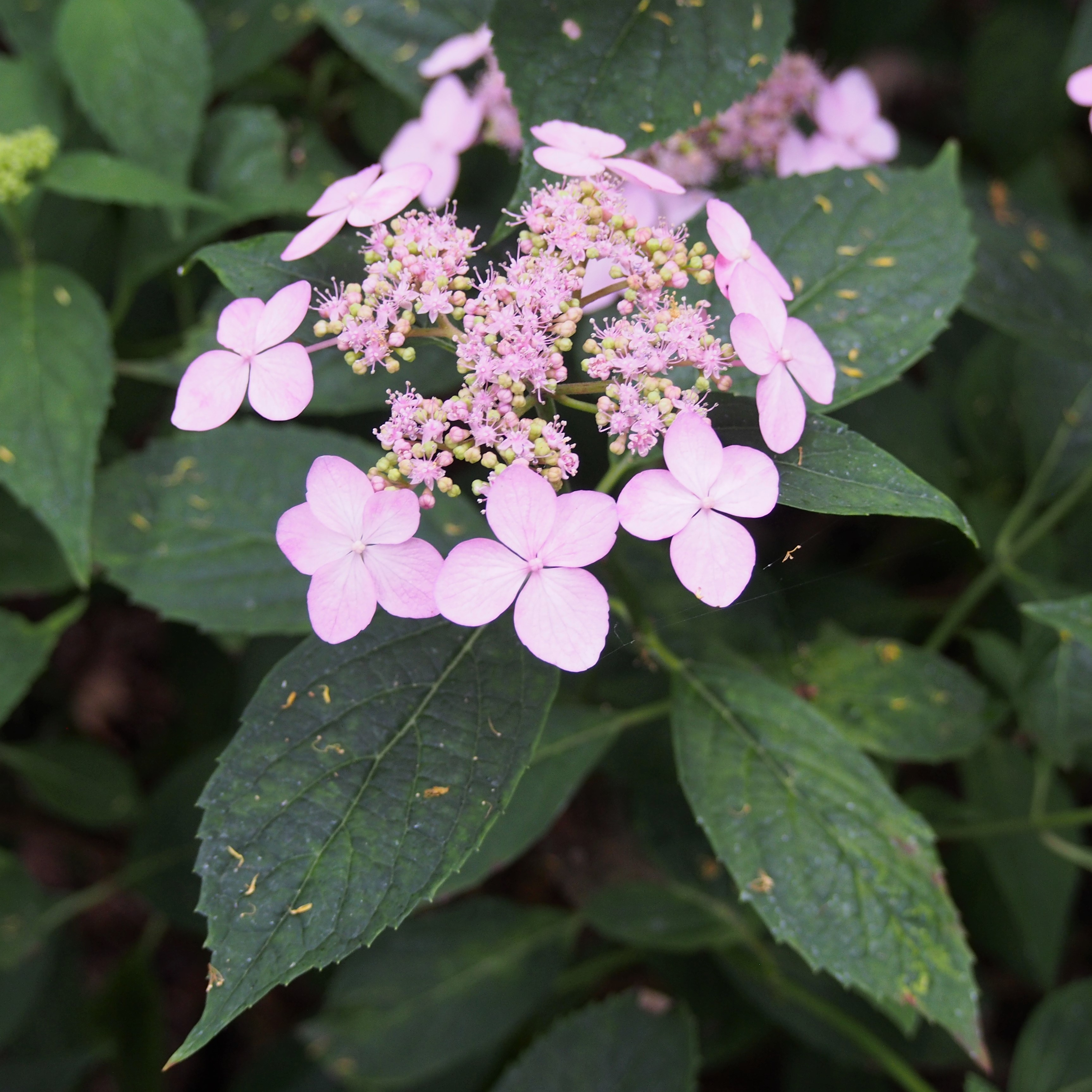
H. serrata 'Tiara'

Se han seleccionado numerosos cultivares para uso en jardines, de los cuales los siguientes han ganado el Galardón al Mérito en Jardinería de la Real Sociedad de Horticultura:
- 'Bluebird'[6]
- 'Diadem'[7]
- ’Grayswood’[8]
- ’Kiyosumi’[9]
- 'Miranda'[10]
- ’Miyama-yae-murasaki’[11]
- 'Preziosa'[12]
- 'Rosalba'[13]
- ’Shirofuji’[14]
- ’Shojo’[15]
- 'Tiara'[16]

|}

## Otros usos
Las hojas de la hortensia de montaña contienen filodulcina, una isocumarina que se utiliza como edulcorante natural, y se utilizan para preparar tisanas populares en la región. La amacha ( 甘茶 ), también elaborada a partir de H. macrophylla var.thunbergii, es una infusión de hierbas utilizada en Japón para celebrar el nacimiento de Buda. Para el té coreano, se utiliza H. serrata, llamada sansuguk 산수국 (en hanja, 山水菊) en coreano, para elaborar una infusión de hierbas llamada sugukcha ( 수국차 ) o isulcha (이슬차).